# Vuelta Ciclista del Uruguay 2016
La 73.ª edición de la Vuelta Ciclista del Uruguay se disputó desde el viernes 18 hasta el domingo 27 de marzo de 2016.
La prueba constó de 1421,5 kilómetros y diez etapas. Además de la carrera en línea, en la tercera se corríó un tramo contrarreloj por equipos y otro individual en la séptima jornada.
La carrera fue inscrita en el calendario internacional, formando parte del UCI America Tour 2016.

## Equipos participantes
Participaron 26 equipos, 20 locales y 6 extranjeros representando a Argentina, Brasil y Serbia. Cada formación estuvo integrada por entre 4 a 6 corredores, totalizando 136 ciclistas.
| Equipos                              | Equipos                               |
| ------------------------------------ | ------------------------------------- |
| Schneck Alas Rojas de Santa Lucía    | Audax de Flores                       |
| Club Ciclista Cerro Largo            | Peñarol de Colonia                    |
| Club Ciclista Fénix                  | Cycles Peñarol de Maldonado           |
| Club Ciclista Amanecer               | Club Ciclista Ciudad de La Paz        |
| Club Ciclista San Antonio de Florida | Club Ciclista Carmelo                 |
| Club Atlético Progreso               | Club Danubio de Miguelete             |
| Club Estudiantes El Colla de Rosario | Club Ciclista Arco Iris               |
| Club Ciclista Maroñas                | Artigas de San Ramón                  |
| Club Atlético Estación de Minas      | Centenario Fútbol Club de Fray Bentos |
| Santa Lucía Fútbol Club              | Federación Ciclista de Rocha          |

| Equipos                                     |
| ------------------------------------------- |
| Los Matanceros                              |
| Sindicato de Empleados Públicos de San Juan |
| Start Vaxes-Partizan                        |
| São Francisco Saúde                         |
| Clube DataRo de Ciclismo                    |
| Avaí Futebol Clube                          |

## Etapas
El recorrido tuvo dos tramos contrarreloj. El primero fue por equipos, siendo parte de una media etapa en la 3.ª jornada; mientras que el segundo fue individual, de 32,2 km en la 7.ª etapa. El tramo en línea más extenso fue el de la sexta etapa con 203 km; mientras que el más corto fue el de la subetapa del octavo día, con 107 km.
| Etapa | Fecha       | Recorrido                           | km         | Ganador                           | Líder                 |
| 1.ª   | 18 de marzo | Montevideo-Minas                    | 109,2      | Héctor Fabián Aguilar             | Héctor Fabián Aguilar |
| 2.ª   | 19 de marzo | Minas-Tala-San Ramón-Florida        | 139        | Richard Mascarañas                | Héctor Fabián Aguilar |
| 3.ª A | 20 de marzo | Canelones-Santa Lucía               | 11,4 (CRE) | Schneck Alas Rojas de Santa Lucía | Héctor Fabián Aguilar |
| 3.ª B | 20 de marzo | Santa Lucía-San José-Colonia        | 150,3      | Héctor Fabián Aguilar             | Héctor Fabián Aguilar |
| 4.ª   | 21 de marzo | Nueva Palmira-Fray Bentos-Mercedes  | 173,9      | Nicolás Arachichú                 | Héctor Fabián Aguilar |
| 5.ª   | 22 de marzo | Young-Trinidad-Durazno              | 164,1      | Everson de Assis                  | Héctor Fabián Aguilar |
| 6.ª   | 23 de marzo | Durazno-Tacuarembó                  | 203        | Héctor Fabián Aguilar             | Héctor Fabián Aguilar |
| 7.ª   | 24 de marzo | Melo-Melo                           | 32,2 (CRI) | Néstor Pías                       | Néstor Pías           |
| 8.ª   | 25 de marzo | Melo-Treinta y Tres                 | 107,1      | Laureano Rosas                    | Néstor Pías           |
| 9.ª   | 26 de marzo | Mariscala-Aiguá-San Carlos-Rocha    | 159,1      | Jorge Rodríguez                   | Néstor Pías           |
| 10.ª  | 27 de marzo | San Carlos-Pan de Azúcar-Montevideo | 168,2      | Leandro Burgois                   | Néstor Pías           |

## Clasificaciones finales

### Clasificación general individual
| Pos. | Ciclista           | Equipo                            | Tiempo           |
| ---- | ------------------ | --------------------------------- | ---------------- |
| 1.º  | Néstor Pías        | Schneck Alas Rojas de Santa Lucía | 32 h 23 min 56 s |
| 2.º  | Laureano Rosas     | SEP San Juan                      | a 19 s           |
| 3.º  | Richard Mascarañas | Schneck Alas Rojas de Santa Lucía | a 22 s           |
| 4.º  | Mauricio Muller    | SEP San Juan                      | a 1 min 14 s     |
| 5.º  | Matías Médici      | Avaí Futebol Clube                | a 1 min 20 s     |
| 6.º  | Ramiro Cabrera     | DataRo                            | a 2 min 00 s     |
| 7.º  | Alan Matías Presa  | Club Ciclista Cerro Largo         | a 2 min 34 s     |
| 8.º  | Cristian Egidio    | DataRo                            | a 2 min 42 s     |
| 9.º  | Jorge Bravo        | Schneck Alas Rojas de Santa Lucía | a 3 min 06 s     |
| 10.º | Sixto Núnez        | Estudiantes El Colla              | a 3 min 08 s     |

### Clasificación del premio sprinter
| Pos.        | Ciclista           | Equipo                            | Puntos por etapas | Puntos por etapas | Puntos por etapas | Puntos por etapas | Puntos por etapas | Puntos por etapas | Puntos por etapas | Puntos por etapas | Puntos por etapas | Puntos por etapas | Total |
| Pos.        | Ciclista           | Equipo                            | 1.ª               | 2.ª               | 3.ª               | 4.ª               | 5.ª               | 6.ª               | 7.ª               | 8.ª               | 9.ª               | 10.ª              | Total |
| ----------- | ------------------ | --------------------------------- | ----------------- | ----------------- | ----------------- | ----------------- | ----------------- | ----------------- | ----------------- | ----------------- | ----------------- | ----------------- | ----- |
| Malla verde | Nicolás Arachichú  | Schneck Alas Rojas de Santa Lucía | 5                 | 4                 | -                 | 6                 | 4                 | -                 | -                 | -                 | 3                 | -                 | 22    |
| 2.º         | Víctor Hugo Mémoli | Club Ciclista Fénix               | -                 | 1                 | -                 | 2                 | -                 | 5                 | -                 | 3                 | 3                 | 5                 | 19    |
| 3.º         | Konrad Tomasiak    | Start Vaxes-Partizan              | 3                 | 1                 | 3                 | -                 | -                 | -                 | -                 | 2                 | 2                 | 5                 | 16    |
| 4.º         | Darío Díaz         | SEP San Juan                      | -                 | 6                 | 1                 | 2                 | 6                 | -                 | -                 | -                 | -                 | -                 | 15    |
| 5.º         | Sandro Rodríguez   | Ciudad de La Paz                  | -                 | -                 | 2                 | -                 | -                 | 5                 | -                 | -                 | -                 | -                 | 7     |

### Clasificación por equipos
| Pos. | Equipo                                      | Tiempo           |
| ---- | ------------------------------------------- | ---------------- |
| 1.º  | Schneck Alas Rojas de Santa Lucía           | 96 h 47 min 11 s |
| 2.º  | Sindicato de Empleados Públicos de San Juan | a 5 min 40 s     |
| 3.º  | Club Ciclista Cerro Largo                   | a 12 min 22 s    |
| 4.º  | Avaí Futebol Clube                          | a 20 min 15 s    |
| 5.º  | São Francisco Saúde                         | a 22 min 00 s    |